# Krzysztof Hagemejer
Krzysztof Wacław Hagemejer (ur. 10 września 1951 w Warszawie) – polski ekonomista, współpracownik Komitetu Obrony Robotników i Komitetu Samoobrony Społecznej „KOR”.

## Życiorys
W 1975 ukończył studia ekonomiczne na Uniwersytecie Warszawskim. Od 1976 uczestniczył w akcji pomocy robotnikom represjonowanym po protestach w czerwcu 1976 w Ursusie i Radomiu, był współpracownikiem KOR, a od 1977 KSS „KOR”, w szczególności jego Biura Interwencyjnego. We wrześniu 1977 podpisał Deklarację Ruchu Demokratycznego - dokument programowy opozycji "korowskiej". Był członkiem redakcji pisma "Głos" (od 1977 do sierpnia 1981), współpracował z "Robotnikiem" i "Biuletyn Informacyjnym KSS „KOR”". W styczniu 1981 został współpracownikiem Ośrodka Prac Społeczno-Zawodowych przy Krajowej Komisji Porozumiewawczej NSZZ „Solidarność”. W latach 80. był współpracownikiem Tygodnika Mazowsze. W 1988 doktoryzował się i podjął pracę na Wydziale Nauk Ekonomicznych Uniwersytetu Warszawskiego. Od stycznia 1989 był członkiem komisji warunków bytowych, pracy i polityki społecznej przy Komitecie Obywatelskim. Uczestniczył w obradach Okrągłego Stołu w zespole ds. gospodarki i polityki społecznej. W latach 1989–1991 ponownie współpracował z Ośrodkiem Prac Społeczno-Zawodowych przy Komisji Krajowej NSZZ „Solidarność”, a od 1991 do 1993 był doradcą w Ministerstwie Pracy i Polityki Socjalnej. W latach 1991–1992 był członkiem Solidarności Pracy. W latach 1993–2014 pracował w Międzynarodowym Biurze Pracy, w Departamencie Zabezpieczenia Społecznego. W latach 2013–2014 kierował tam Działem Polityki Zabezpieczenia Społecznego, Standardów i Zarządzania. Członek zespołu wspierającego przyjęcie przez Międzynarodową Organizację Pracy w 2012 roku Zalecenia no 202 dotyczącego podstawy zabezpieczenia społecznego (Social Protection Floor). Po powrocie do Polski, w latach 2014-2015 ekspert w Biurze Polityki Społecznej Kancelarii Prezydenta RP. Od 2015 profesor honorowy Hochschule Bonn-Rhein-Sieg oraz wykładowca Collegium Civitas.  
Za działalność opozycyjną w PRL został w 2007 odznaczony Krzyżem Oficerskim Orderu Odrodzenia Polski.